# Petrinjčica
Petrinjčica este o arie protejată (sit de importanță comunitară — SCI) din Croația întinsă pe o suprafață de 793,77 ha, integral pe uscat.

## Localizare
Centrul sitului Petrinjčica este situat la coordonatele 45°17′38″N 16°16′59″E / 45.294002°N 16.283011°E.

## Înființare
Situl Petrinjčica a fost declarat sit de importanță comunitară în iulie 2013 pentru a proteja 5 specii de animale.

## Biodiversitate
Situată în ecoregiunea continentală, aria protejată conține 1 habitat natural: Păduri aluvionare cu Alnus glutinosa și Fraxinus excelsior (Alno-Padion, Alnion incanae, Salicion albae).
La baza desemnării sitului se află mai multe specii protejate:
- nevertebrate (1): Euplagia quadripunctaria
- pești (4): Barbus balcanicus, Cobitis elongata, zglăvoacă (Cottus gobio), câră (Sabanejewia balcanica)